# فلاديسلاف كوروبكين
فلاديسلاف كوروبكين (بالأوكرانية: Коробкін Владислав Володимирович)‏ هو لاعب كرة قدم أوكراني في مركز الهجوم، ولد في 21 يناير 1983 في خاركيف في أوكرانيا. لعب مع FC Obolon Kyiv ‏.

## وصلات خارجية
- فلاديسلاف كوروبكين على موقع اتحاد أوكرانيا (الإنجليزية)
- فلاديسلاف كوروبكين على موقع قاعدة بيانات كرة القدم.إي يو (الإنجليزية)
- فلاديسلاف كوروبكين على موقع Soccerway.com (الإنجليزية)